# Westin Peachtree Plaza
Westin Peachtree Plaza é um arranha-céu, actualmente é o 200º arranha-céus mais alto do mundo, com 220 metros (723 ft). Edificado na cidade de Atlanta, Estados Unidos, foi concluído em 1976 com 73 andares.